# Luc-Peter Crombé
Luc-Peter Crombé (14 de enero de 1920 – 17 de mayo de 2005) fue un pintor belga, de origen flamenco.
Luc-Peter Crombé pintó paisajes, retratos, figuras y temas religiosos. Fue parte de la llamada 4.ª Escuela de Latem de arte flamenco y se le consideró uno de los grandes pintores de la técnica de la témpera, por su arte religioso pero también por la variedad de estilos que desarrolló.
Luc-Peter Crombé nació en Opwijk, una pequeña ciudad cerca de Bruselas.  Su formación artística comenzó en la Academia de Sint-Lucas de Gante con G. Hermans y Jos Verdegem.  Siguió su formación con el ilustre pintor del momento Constant Permeke en la Real Academia de Bellas Artes de Amberes. Siguió cursando cinco años más con el maestro de Gante Jos Verdegem, así como una formación especial en la Escuela del Louvre (arqueología y restauración), tras la cual puso en práctica esta formación en el estudio Van de Velde (Gante) y en el Louvre con el Profesor Maurice Serullaz (París).  También estudió durante los años 40 en la influyente Académie de la Grande Chaumière donde aprendió a dibujar el cuerpo femenino.  
Luc-Peter Crombé murió en 2005 y está enterrado en Deurle junto a otros artistas famosos de las diferentes Escuelas de Latem de arte flamenco como Gustave De Smet, Léon De Smet, Xavier Decock, Jenny Montigny y Albert Claeys.

## Estilo y técnica
Los primeros trabajos de Luc-Peter Crombé se caracterizan por un estilo más íntimo y decorativo, con imágenes tradicionales de la vida cotidiana flamenca. A partir de los años 50, las influencias del Sur se hacen aparentes, empezando con el uso de la técnica de la témpera. La figura también consigue su sitio como el motivo principal (el mundo de un niño y los retratos figuran cada vez más).

Al final de los años 50, sus viajes a Córcega, donde le fascina el entorno natural así como la erosión de las rocas, le hacen experimentar con el arte abstracto.  Durante este periodo, sus viajes a Córcega, Italia, Marruecos y España dan a su estilo y a su arte un toque del sur.  
Durante los aňos 50 y principios de los 60, se le conoció sobre todo por su arte religioso.  El arte religioso de Luc-Peter Crombé culmina con la pintura de Vía Crucis en el Mariahal próximo a la Basílica de Nuestra Señora de Scherpenheuvel.
Con su salida de la orden religiosa a finales de los años 60, empieza una nueva etapa artística y personal.  Durante este periodo, Luc-Peter Crombé trabajó en dos talleres: además del estudio en Sint-Martens-Latem, también tiene otro estudio en Maaseik. Durante este periodo, principalmente produce obras de dibujos en pastel y carbón.   
Sus siguientes periodos artísticos se pueden caracterizar de esta forma:  
- Homenaje a la vida donde el movimiento juega una función importante. El movimiento en el baile y la vida teatral son muy importantes y temas dominantes de este periodo. Esto refleja su distanciamiento del arte religioso para embarcar en una celebración de la vida.  A través de su arte, intenta cultivar un sentido de vínculo a una comunidad, con sus tradiciones. El movimiento juega un papel importante en su arte. El baile, el teatro y el carnaval son temas importantes en el conjunto temático 'oda a la vida'. Las influencias especiales en esta fase de descubrimiento son Maurice Béjart y Jeanne Brabants, amigos que le hacen descubrir las óperas y los ballets de París y Londres.
- La serie 'Lutander': 2000 años de historia, aquí el artista empieza a enfocarse en temas muy contemporáneos. El hombre y su bestia y su Dios; su ángel y su diablo, su egoísmo y sus deseos, su deseo para la renovación y la autoafirmación, su vida a través de destrucción y su destrucción a través de multiplicación. Estos son todos los temas que reflejan conflictos internos, abrazando identidades nuevas y relaciones de poder nuevo en una sociedad que está cambiando de forma explosiva.  El poder, la codicia, el auge del consumerismo, la autodestrucción, los cambios domésticos, etc. Su búsqueda para cosas nuevas, para la renovación, para un nuevo ideal, al margen de la tendencia del individuo a la autodestrucción forman parte de la temática de su arte de este periodo.
- La serie Petruliër-o la concienciación individual que sigue la Ilustración: una serie de pinturas que traduce temas de antigüedad al contexto moderno. La relación hombre-mujer se presenta como una relación inestable que contrasta con las relaciones más tradicionales del pasado. Relaciones de género están descritas como relaciones de poder que forman parte de una jerarquía coactiva. Las pinturas describen una visión más progresista de la mujer, dejando a un lado la figura de la mujer inocente o impotente (tranquilidad, obediencia) a una figura más potente, dominante y sensual. El arte, especialmente a partir de las décadas de los 60 y 70, se convierte en la plataforma idónea desde la cual comienzan a articularse toda una serie de críticas dirigidas contra las jerarquías sexuales heteronormales establecidas en las sociedades occidentales, machistas y patriarcales.
- La serie Decorith- La serie representa la lucha de poder del movimiento de emancipación. En esta serie, Luc-Peter Crombés, presenta las funciones de género que históricamente han perpetuado las desigualdades de poder y como se están transformando en esta serie. A través de esta serie, Luc-Peter Crombé intenta comunicar un mensaje moral mucho más claramente a través de su imagen de la historia a través de un retrato, en lugar de un paisaje o una naturaleza muerta. Luc-Peter Crombé intenta comunicarse a través de los sentidos y no a través de las ideas.
- La serie 'Licrobert-Hil-Climi', de la emancipación a la liberación; sus obras muestran un grado de individualismo en la mujer, centrados en la capacidad de la mujer para demostrar y mantener su igualdad a través de sus acciones y decisiones propias.

Además de la técnica de la témpera, el fresco era su técnica favorita. Muchos temas como los trabajos de encaje, paisajes, los animales y los temas íntimos las desarrolló utilizando esta técnica.
En su último periodo, Luc-Peter Crombé vuelve a retrabajar las obras que había empezado en su estudio con resultados muy sorprendentes. Los contrastes duros que figuran en sus obras anteriores pasan a tonos y colores más suaves. También la figura de la muere empieza a cambiar, que ya ha pasado por la emancipación y que empieza a experimentar con su posición más dominante en la sociedad.

## Premios
Luc-Peter Crombé ganó muchos otros premios en su larga e ilustre carrera, incluido el Premio Benevenuto en 1956 (Milán), el Premio Sagrada Familia de Arte Religioso en 1957 (Barcelona) y el Premio Honorífico en 1965 (Detroit).  De forma posthuma, ganó el Premio de Cultura, Opwijk 2020.